# سیارک ۱۰۷۴۰
سیارک ۱۰۷۴۰ (به انگلیسی: 10740 Fallersleben، نامگذاری:1988RX2) ده هزار و هفتصد و چهلمین سیارک کشف شده‌است که در ۸ سپتامبر ۱۹۸۸ کشف شد.
قدر مطلق سیارک برابر ۱۳٫۵۰ است.